# Places (Lea Michele)
Places è il secondo album musicale della cantante e attrice Lea Michele, pubblicato il 28 aprile 2017 dall'etichetta Columbia Records.

## Composizione
Le registrazioni per il secondo album in studio di Michele sono iniziate nell'aprile del 2015. Poco dopo la registrazione, l'artista ha dichiarato che l'album sarebbe stato meno influenzato dal pop rispetto al suo debutto, e che sarebbe "tornato alle [sue] radici" con un suono più teatrale All'album contribuiscono diversi cantautori, tra cui Ellie Goulding, Linda Perry, Alexandra Savior e Nathan Chapman ed è stato prodotto da John Shanks, Xandy Barry, Kyle Moorman e Jon Levine.

L'11 gennaio 2017, Michele ha annunciato sui social media che nel corso dello stesso mese avrebbe fatto un mini tour per promuovere il suo secondo album. Ha scritto:
"I miei incredibili fan ci sono sempre stati per me. Siete stati al mio fianco, mi avete tirato su di morale e mi avete dato al forza di proseguire. Quando mi sono preparata per il progetto discografico volevo che tutti voi sapeste quanto siete importanti per me. Questi spettacoli sono un'anticipazione del mio prossimo album, così come le canzoni di Louder e forse... anche un po' di Glee)".
Lea Michele ha confermato inoltre che le tracce Getaway Car e Hey You sono dedicate al suo defunto fidanzato e co-star in Glee, Cory Monteith, morto il 13 luglio 2013.

## Promozione
Per promuovere l'album la cantante si è esibita nel An Intimate Evening with Lea Michele, consistente  in tre spettacoli a Los Angeles, New York e Santa Monica (California), iniziati il 23 gennaio all'Hotel Café e terminati il 30 gennaio al Broad Stage.
Il 3 marzo 2017 il primo, e unico, singolo Love Is Alive è stato reso disponibile sulle piattaforme di download e streaming musicale.

## Tracce
1. Love Is Alive – 3:36 (Chantal Kreviazuk, Nathan Chapman, Xandy Barry)
2. Heavy Love – 3:40 (testo: Christopher Braide, Alexandra Hughes, Thomas Hull – musica: Xandy Barry)
3. Proud – 2:59 (Ruth-Anne Cunningham, John Shanks)
4. Believer – 3:57 (Fransisca Hall, Anjulie Persaud, Jesse Shatkin)
5. Run To You – 3:37 (Alexandra Tamposi, Stephen Wrabel, Nick van de Wall, John Shanks)
6. Heavenly – 3:44 (Ellie Goulding, Richard Stannard, Ash Howes, Kyle Moorman)
7. Anything's Possible – 3:46 (Maureen McDonald, Tim Myers, Jon Levine)
8. Getaway Car – 3:30 (Dana Parish, Andrew Hollander, Alexandra Tamposi)
9. Sentimental Memories – 4:29 (Linda Perry, Alexandra McDermott, John Shanks)
10. Tornado – 3:24 (Chloe Angelides, Michael Fitzpatrick, Toby Gad)
11. Hey You – 3:08 (Lea Michele, Alexandra Tamposi, Stephen Wrabel, John Shanks)

## Classifiche
| Classifica (2017) | Posizione massima |
| ----------------- | ----------------- |
| Australia         | 25                |
| Belgio (Fiandre)  | 32                |
| Canada            | 21                |
| Francia           | 148               |
| Irlanda           | 82                |
| Italia            | 34                |
| Regno Unito       | 37                |
| Stati Uniti       | 28                |
| Svizzera          | 38                |